# Perilissus spatulatus
Perilissus spatulatus là một loài tò vò trong họ Ichneumonidae.